# Municipio de Ozark (condado de Polk)
El municipio de Ozark (en inglés: Ozark Township) es un municipio ubicado en el condado de Polk en el estado estadounidense de Arkansas. En el año 2010 tenía una población de 2475 habitantes y una densidad poblacional de 6,65 personas por km².

## Geografía
El municipio de Ozark se encuentra ubicado en las coordenadas 34°16′23″N 94°21′42″O / 34.27306, -94.36167. Según la Oficina del Censo de los Estados Unidos, el municipio tiene una superficie total de 372.26 km², de la cual 370,52 km² corresponden a tierra firme y (0,47 %) 1,74 km² es agua.

## Demografía
Según el censo de 2010, había 2475 personas residiendo en el municipio de Ozark. La densidad de población era de 6,65 hab./km². De los 2475 habitantes, el municipio de Ozark estaba compuesto por el 79,52 % blancos, el 0,57 % eran afroamericanos, el 2,63 % eran amerindios, el 0,04 % eran asiáticos, el 14,99 % eran de otras razas y el 2,26 % eran de una mezcla de razas. Del total de la población el 26,99 % eran hispanos o latinos de cualquier raza.